# Äktenskap på modet

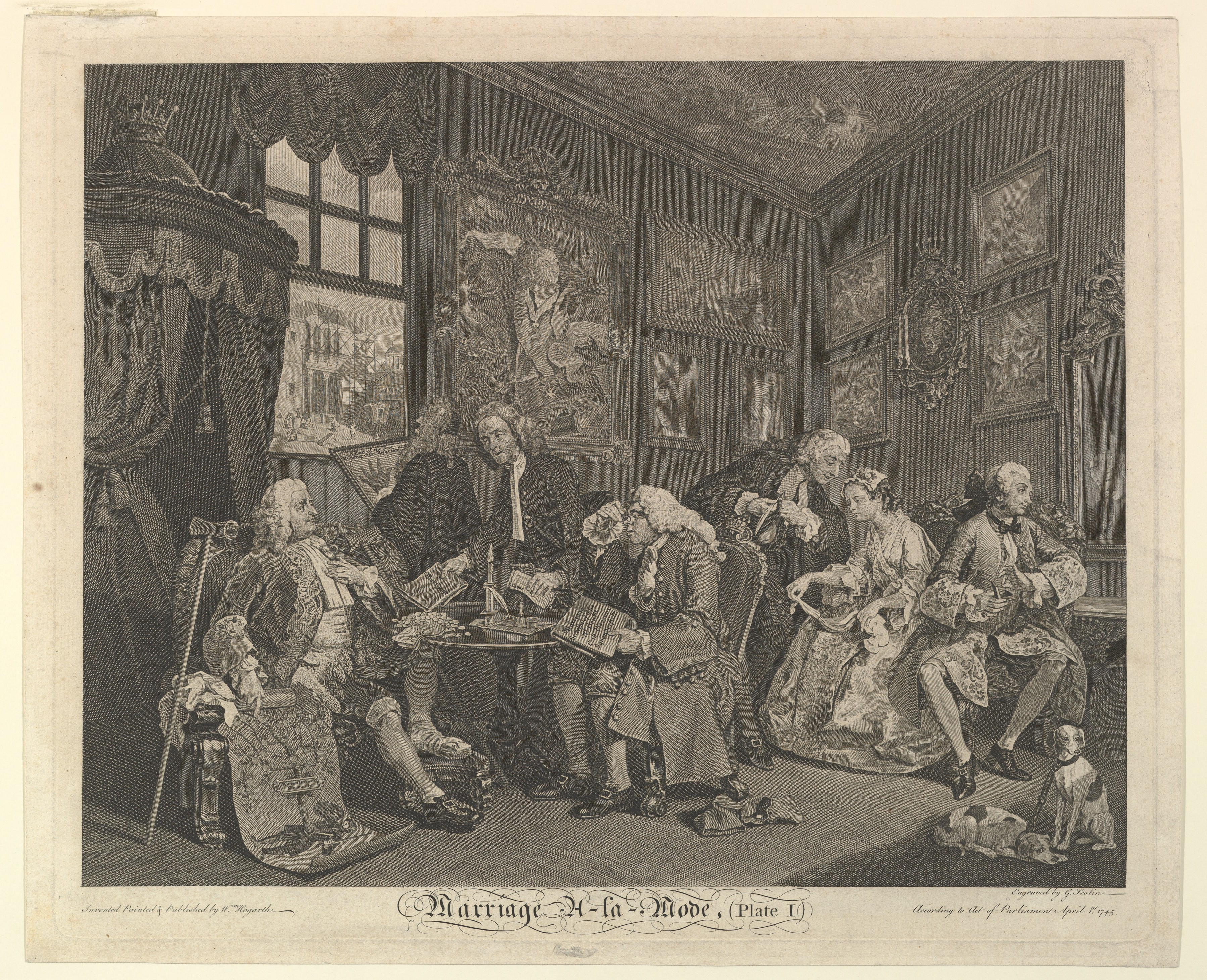
Kopparsticken av William Hogarth från 1745 är spegelvända jämfört med förlagorna, det vill säga oljemålningarna. Bilden visar ett kopparstick i Metropolitan Museum of Arts ägo.

Äktenskap på modet eller Marriage A-la-Mode är en serie av sex oljemålningar som utfördes av den engelske konstnären William Hogarth. Den målades omkring 1743 och ingår i National Gallerys samlingar i London sedan 1824.   
Hogarth verkade i upplysningens anda med sina samhällskritiska bilder där han gisslade samhällsetablissemangets brist på moral ("moral pictures"). Hans satiriska målningar fick dock inget erkännande; fortfarande rådde uppfattningen att bilder som visade samhället som det var inte var bra eller värdig konst. Desto populärare blev emellertid kopparsticken som Hogarth själv gjorde 1745 efter sina målningar. Priserna var lägre och han nådde inte bara en större publik, utan en som hade helt andra konstpreferenser än det vanliga konstköpande klientelet. Kopparsticken sålde slut redan innan de var tillverkade och spreds i hela Europa.
I bildsviten Äktenskap på modet avbildar Hogarth en moraliserande berättelse om ett konvenansäktenskap mellan sonen till den fiktiva earl Squander och dottern till en rik köpman som obönhörligt leder till vansinne och våldsam död. Hogarth har lånat originaltiteln Marriage A-la-Mode, men inget av handlingen, från John Drydens pjäs med detta namn från 1672. 

## Äktenskapskontraktet
Första målningen, Äktenskapskontraktet (engelska: The Marriage Settlement), skildrar ett rum i vidvinkelperspektiv som var på modet under 1700-talet. I vänstra hörnet sitter det tilltänkta brudparet, helt ointresserade av varandra. Till höger förhandlar fäderna. Earlen (längst till höger) behöver sin svärdotters hemgift för att kunna finansiera renoveringen av sitt slott som framskymtar i bakgrunden genom fönstret. För att säkerställa en hög hemgift har han tagit med sig sitt släktträd som han håller i sin vänstra hand.
Att far och son Squander är nöjeslystna framgår av faderns omlindade, giktbrutna fot som han vilar på en pall under bordet (gikt var den rike mannens sjuka och skylldes på överdriven konsumtion av fet mat och vin) och sonens svarta märke på halsen som är ett tecken på att han lider av syfilis. Sonen tittar sig fåfängt i spegeln under tiden att advokat Silvertongue konverserar hans tilltänkta hustru. Den rike köpmannen sitter med en röd rock mitt i bilden och granskar äktenskapskontraktet. Alla detaljer, inklusive tavlorna på väggen, som är kopior av välkända italienare, hör till handlingen.

## Övriga tavlor
I den andra tavlan, Tête-à-tête eller På tu man hand, sitter de nygifta tillsammans i sitt hem, fortfarande helt ointresserade av varandra. Det är mitt på dagen och båda ser utmattade ut efter sina respektive nattliga utsvävningar. Ur viscounten ficka sticker en annans kvinnas hätta ut som hunden försöker få tag i. Till vänster lämnar en tjänare uppgivet rummet med en bunt obetalda räkningar.
I den tredje tavlan är viscounten och hans unga älskarinna hos läkaren för behandling av syfilis. I nästa tavla har den äldre earl Squander dött och det unga paret upphöjts i grevlig värdighet, vilket framgår av kronan ovanpå sängen och sminkbordet. Samtidigt som advokaten Silvertongue konverserar henne får hon sitt hår ordnat. Hennes son leker i förgrunden. Den femte tavlan benämns The Bagnio som här avser en inrättning som hyr ut rum utan att ställa några frågor. Grevinnan och Silvertongue har hyrt ett rum, men blivit påkomna av hennes make. Silvertongue knivhugger earlen och flyr därefter ut genom fönstret. Den sista tavlan utspelar sig hos grevinnans far. Hon tar sitt liv med gift efter att ha läst att hennes älskare Silvertongue har hängts på grund av mordet på earl Squander.          
Samtliga oljemålningar är utförda omkring 1743 och ingår i National Gallerys samlingar i London.          

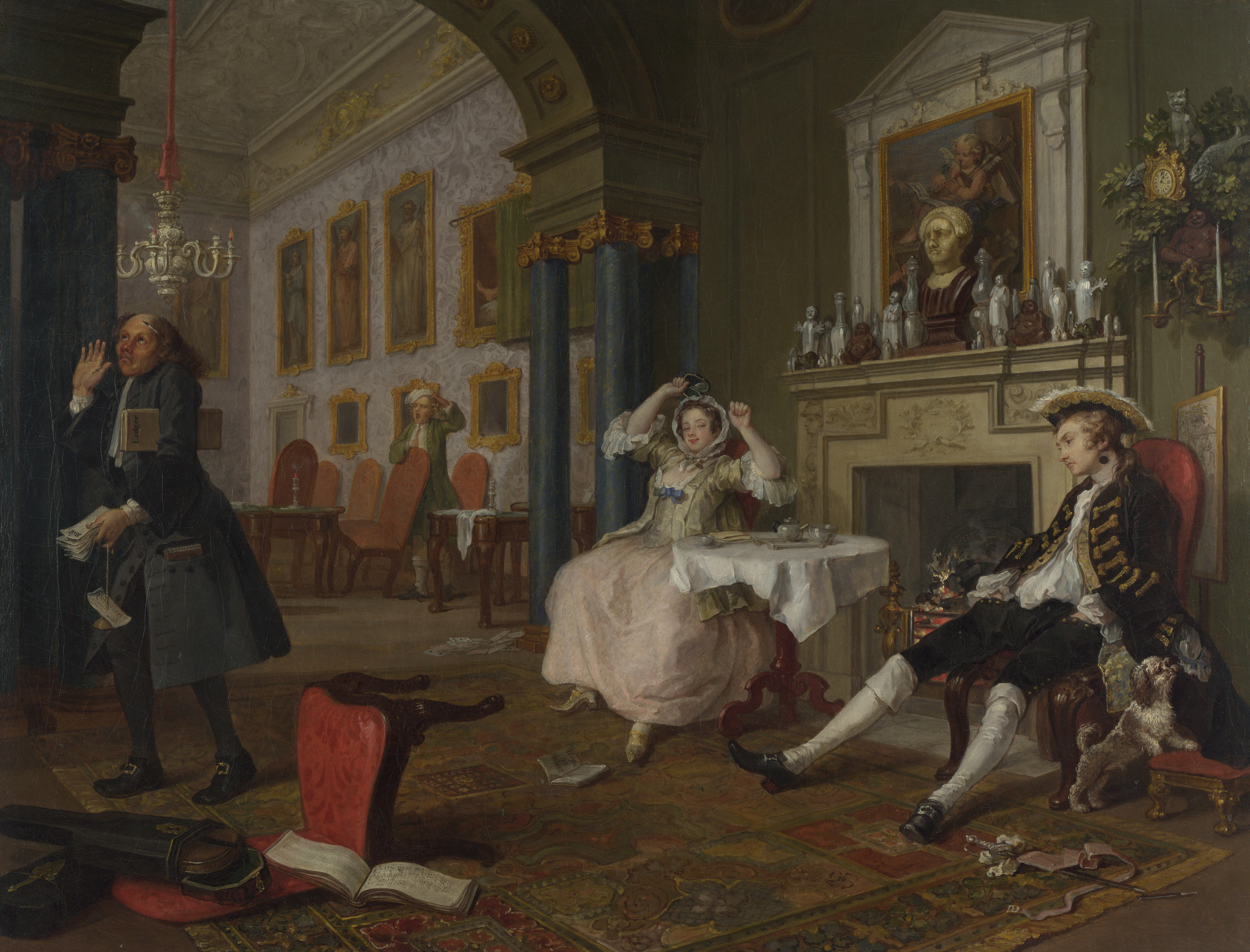
Del 2: Tête-à-tête eller På tu man hand.
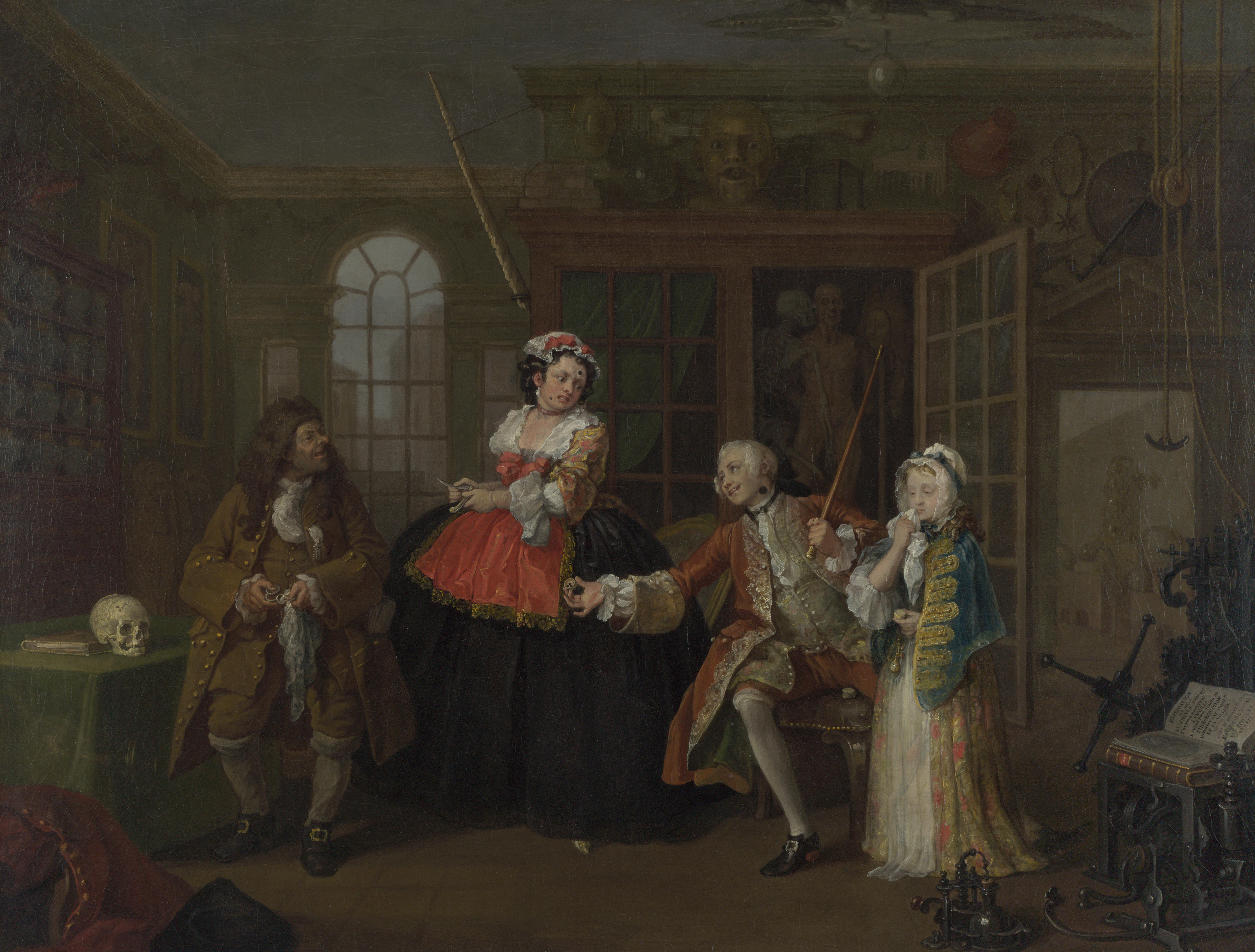
Del 3: The Inspection.
Del 4: The Toilette.
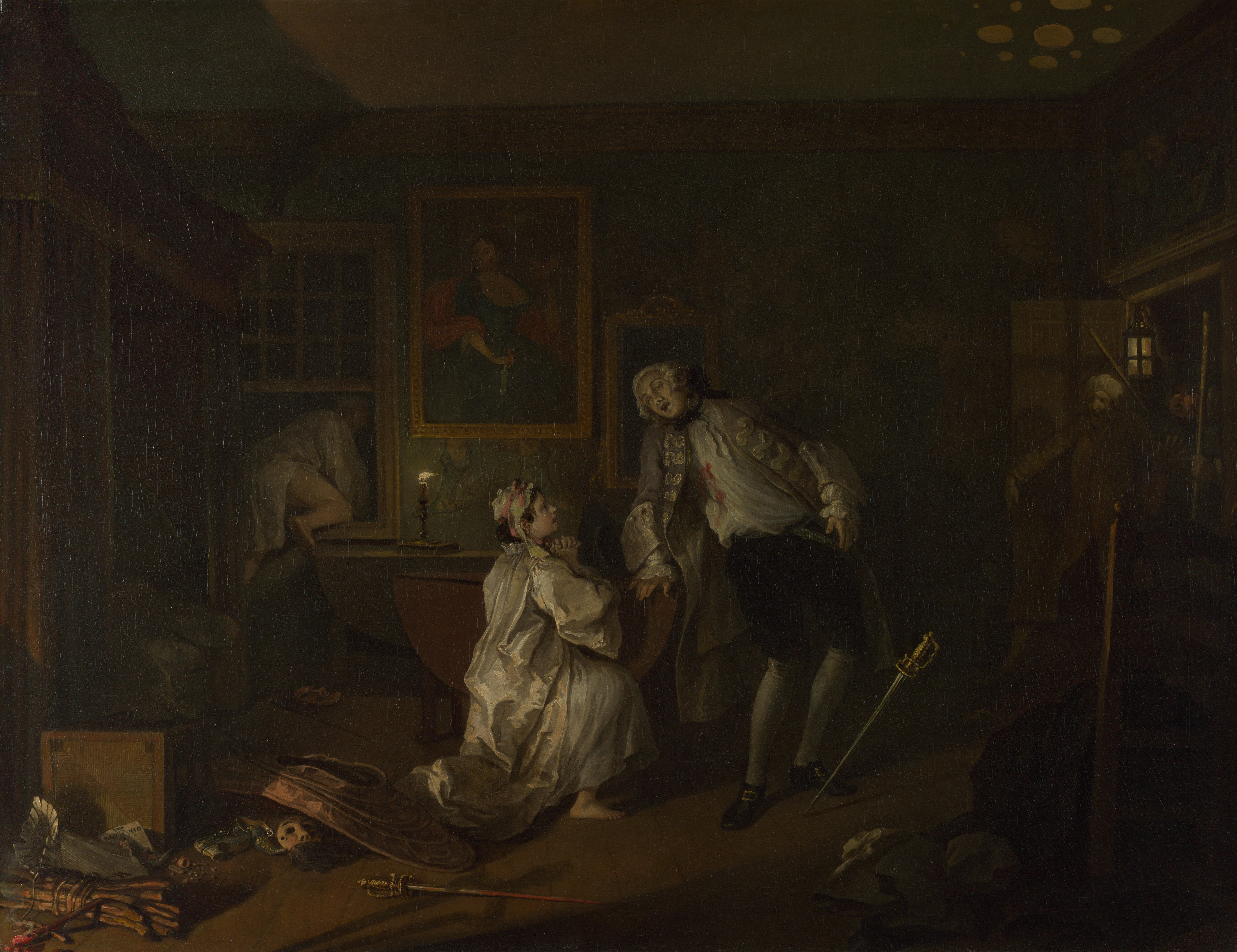
Del 5: The Bagnio.
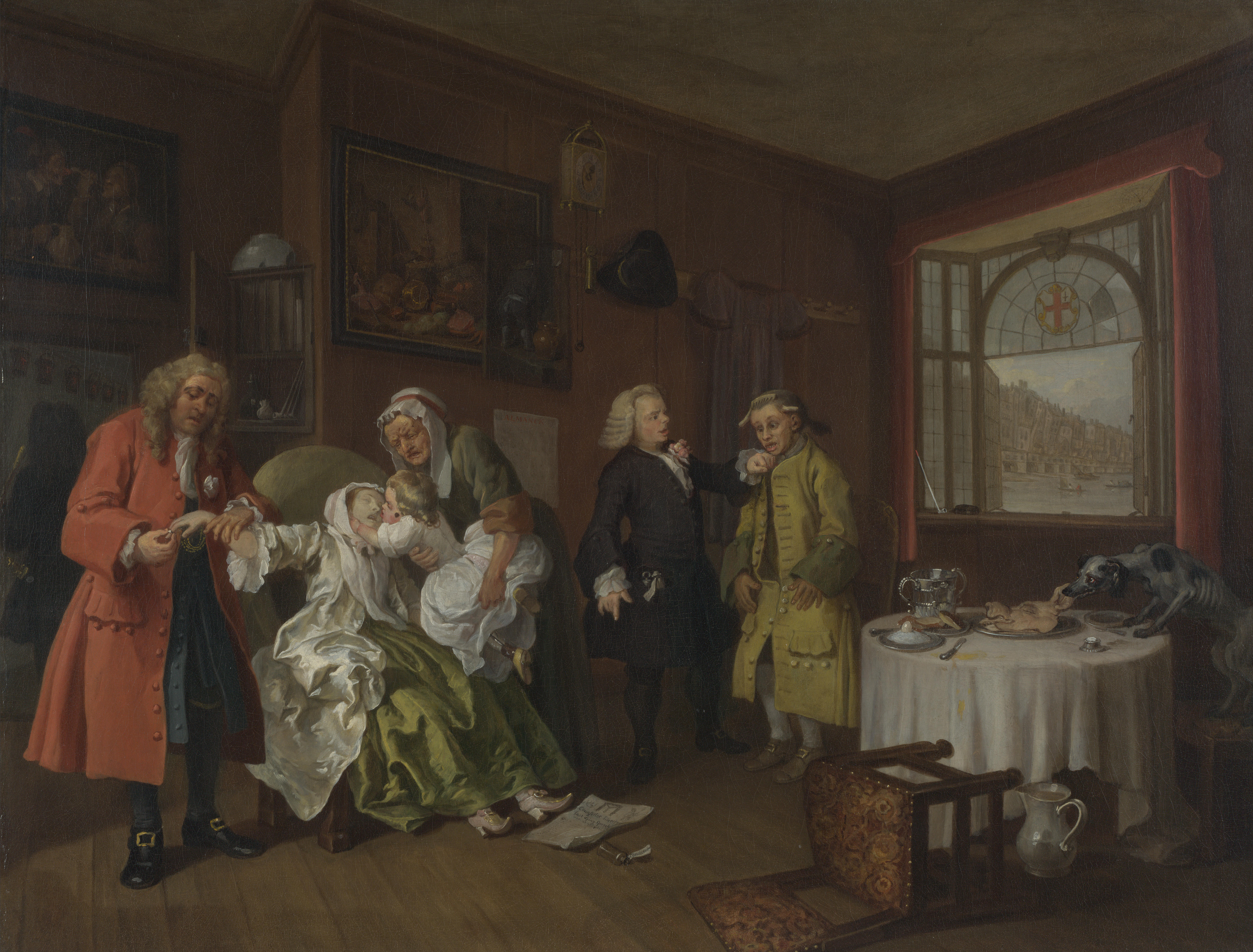
Del 6: The Lady’s Death.